# Chamrieng Samai
Xem các chủ đề liên quan: romvong, rom kbach, kantrum, dàn nhạc pinpeat và âm nhạc Campuchia.
Chamrieng Samai hay Jamrieng Samai (tiếng Khmer: ចម្រៀងសម័យ) là một thể loại nhạc pop đến từ Campuchia. Những dòng nhạc dance chậm rãi hơn như romvong và rom kbach là hai loại hình riêng biệt, độc lập của dòng nhạc Chamrieng Samai.